# Bitwa pod Rathenow
Bitwa pod Rathenow 15 czerwca 1675 r. była pierwszym starciem pomiędzy wojskami brandenbursko-pruskimi a szwedzkimi w wojnie szwedzko-brandenburskiej. Bitwa zakończyła się porażką Szwedów i zajęciem miasta Rathenow przez siły brandenbursko-pruskie.

## Przed bitwą
W roku 1675 wojska szwedzkie nie niepokojone przez przeciwnika wtargnęły do Brandenburgii. Oddziały brandenburskie w tym czasie zaangażowane były w walki z Francuzami w Bawarii. Wykorzystując ten fakt Szwedzi, którzy stanęli po stronie Francuzów, opanowali znaczną część kraju, zajmując bez oporu miasto Brandenburg. Kolejnym miastem zdobytym przez siły szwedzkie dowodzone przez feldmarszałka Wrangla stało się miasto Rathenow. Stąd Wrangel przekraczając Łabę zamierzał udać się w kierunku Havelbergu, gdzie jego celem było połączenie się z oddziałami hanowerskimi. Szwedzi zamierzali zająć najważniejszą twierdzę Brandenburczyków Magdeburg.

## Atak na Rathenow 15 czerwca 1675
Szwedzi zdecydowali się na obronę zdobytego miasta, którego umocnienia jednak nie nadawały się do wytrzymania dłuższego oblężenia. Plan Brandenburczyków przewidywał atak na bramę zachodnią miasta tzw. Haveltor. Około godziny 2 Brandenburczycy dowodzeni przez feldmarszałka Georga von Derfflingera przypuścili atak skierowany na tę bramę. Derfflinger, mający za sobą długoletnią służbę u Szwedów w trakcie wojny trzydziestoletniej, na czele swoich dragonów wtargnął do miasta.
W tym czasie generał von Goetze na czele 600 muszkieterów zaatakował Mühlendamm i Bramę Młyńską. Po początkowych niepowodzeniach brandenburskich wojskom elektora udało się przedostać do miasta od południa, przez furtę wychodzącą na ogrody nad Hawelą. W walkach ulicznych Szwedzi stawali początkowo silny opór, jednakże wobec sforsowania umocnień miasta w licznych miejscach jego efektywna obrona stała się niemożliwa. Ostatecznie opór Szwedów został złamany, miasto zdobyte, a pułkownik Wangelin z resztą wojsk szwedzkich skapitulował.

## Następstwa bitwy
Bitwa kosztowała Szwedów 390 zabitych i 270 jeńców. Brandenburczycy stracili 50 ludzi zabitych i rannych. Zdobyli też na Szwedach 500-600 koni.
Uchodzący dotąd za niezwyciężonych Szwedzi ponieśli pierwszą porażkę. W jej wyniku zmuszeni zostali do zmiany swoich planów przekroczenia Łaby i ataku na Magdeburg. Szwedzi nie posiadając żadnych informacji na temat sił przeciwnika rozpoczęli marsz na północ, gdzie zamierzali bronić swoich dróg zaopatrzeniowych. Brandenburczycy rozpoczęli pościg za przeciwnikiem i dnia 28 czerwca 1675 r. pokonali go ostatecznie w bitwie pod Fehrbellinem.